# Kleine groenstaartblada
De kleine groenstaartblada (Bleda notatus) is een zangvogel uit de familie Pycnonotidae (buulbuuls).

## Verspreiding en leefgebied
Van zuidoostelijk Nigeria tot het westen van de Centraal-Afrikaanse Republiek en zuidwestelijk Congo-Brazzaville.

## Status
De grootte van de populatie is niet gekwantificeerd maar de soort wordt omschreven als algemeen. Op de Rode lijst van de IUCN heeft deze soort de status niet bedreigd.